# إيان بيرس
إيان أنتوني بيرس (بالإنجليزية: Ian Pearce)‏، من مواليد 7 مايو 1974 في بوري سانت إدموندز في إنجلترا، لاعب كرة قدم إنجليزي.
بدأ مسيرته الكروية مع نادي تشيلسي في عام 1990، ولعب معهم حتى عام 1993، وشارك معهم في 4 مباريات، وفي عام 1993 انتقل إلى نادي بلاكبيرن روفرز، ولعب معهم حتى عام 1997، وشارك معهم في 62 مباراة وسجل هدفين، وفي عام 1997 انتقل إلى نادي وست هام يونايتد، ولعب معهم حتى عام 2003، وشارك معهم في 139 مباراة وسجل 9 أهداف، ومنذ عام 2003 وهو يلعب مع نادي فولهام.

## روابط خارجية
- إيان بيرس على موقع قاعدة بيانات كرة القدم.إي يو (الإنجليزية)
- إيان بيرس على موقع Soccerbase.com (لاعب) (الإنجليزية)
- إيان بيرس على موقع عالم كرة القدم.نت (الإنجليزية)
- إيان بيرس على موقع كووورة